# 421 (tärningsspel)
421 är ett tärningsspel som förekommer som ett klassiskt inslag på kaféer och bistroer i Frankrike. Till spelet erfordras tre tärningar samt ett antal spelmarker: tre per deltagare plus ytterligare elva som läggs i en gemensam pott innan spelet börjar.
Spelet är indelat i två faser. I den första fasen kastar deltagarna tärningarna en gång var i varje runda. Den som har kastat den sämsta kombinationen ska från potten ta lika många marker som värdet på rundans bästa kast. När potten är tömd börjar spelets andra fas, och då gäller att den som har det bästa kastet får lägga tillbaka i potten lika många marker som kastets värde. Den spelare som kastar först i den andra fasen får i varje runda bestämma om det ska vara tillåtet att göra ett eller två omkast.
De olika möjliga kombinationerna rangordnas uppifrån och ned på följande sätt:
(1) Kastet 4-2-1

(2) Två 1:or. Värde: lika många marker som den tredje tärningens ögon

(3) Tre lika tal. Värde: tre marker

(4) Tre tal i följd. Värde: två marker

(5) Alla övriga kombinationer. Värde: en mark
Inom grupperna (2)–(5) sker inbördes rangordning i första hand efter den högsta tärningen, i andra hand efter den näst högsta. Vid kastet 4-2-1 gäller i spelets första fas att spelaren med den sämsta kombinationen ska ta alla marker utom en från potten, och i den andra fasen att den som slagit 4-2-1 ska ge alla sina marker utom en till spelaren med det sämsta kastet.
Spelets vinnare är den deltagare som först blivit av med alla sina marker.